# Tasso spot
Il tasso spot è il tasso di cambio di una valuta con valuta 2 giorni lavorativi successivi a quello della rilevazione. 
Ad esempio il tasso spot del cambio euro/dollaro il giorno 19 giugno 2006 ha come valuta il giorno 21 giugno 2006.

## Effetto della Domanda e dell'Offerta
Il tasso spot(o 'a pronti') varia in continuazione per effetto della domanda o dell'offerta: in caso di aumento della domanda il cambio sale (da 1,2640 a 1,2700 ad esempio), in caso di aumento dell'offerta il cambio scende (da 1,2640 a 1,2600).

## Bid e ask (denaro e lettera)
Il tasso spot presume sempre due valori che compongono la forbice denaro-lettera.

## Relazione con i Tassi Forward
In un mercato perfetto non dev'essere mai possibile effettuare alcun arbitraggio.
Nella relazione tra il tasso spot e il tasso forward (o 'a termine'), la condizione di non arbitraggio è data dalla parità coperta dei tassi d'interesse.